# Fallowfield
 (mars 2023).
Si vous disposez d'ouvrages ou d'articles de référence ou si vous connaissez des sites web de qualité traitant du thème abordé ici, merci de compléter l'article en donnant les références utiles à sa vérifiabilité et en les liant à la section « Notes et références ».
Fallowfield est une localité de la banlieue de Manchester, dans le Grand Manchester en Angleterre, située à environ 3 km au sud du centre ville de Manchester. Fallowfield est traversée du nord au sud par Wilmslow Road (en) et d'est en ouest par Moseley Road et Wilbraham Road. La Fallowfield Loop railway line (en) d'origine, devenue une piste cyclable, traverse également la ville d'est en ouest.
C'est un quartier très étudiant, au nord duquel on trouve le Fallowfield Campus (en), principal complexe logeant les étudiants de l'université de Manchester.